# Asiapistosia stigma
Asiapistosia stigma là một loài bướm đêm thuộc phân họ Arctiinae được mô tả lần đầu bởi Cheng-Lai Fang năm 2000. Loài này được tìm thấy ở các tỉnh Trung Quốc, bao gồm Tứ Xuyên, Thiểm Tây, Hồ Bắc và Quảng Đông.